# Microtralia hyalina
Microtralia hyalina is een slakkensoort uit de familie van de Ellobiidae. De wetenschappelijke naam van de soort is voor het eerst geldig gepubliceerd in 1883 door Morelet.